# Llista de poblacions d'Andorra

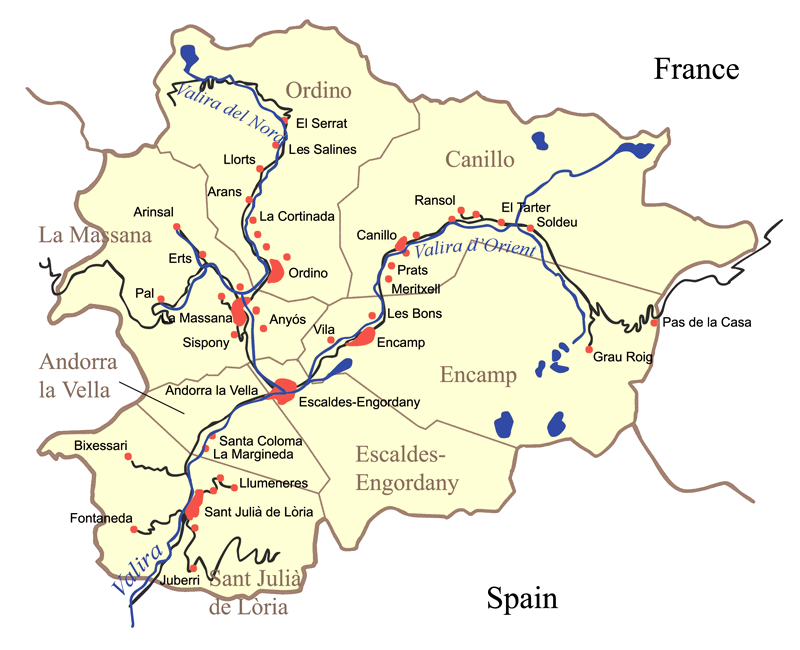
Mapa de poblacions d'Andorra

Aquesta és una llista de poblacions d'Andorra, n'hi ha 44 agrupades en 7 parròquies segons el Departament d'Estadística d'Andorra:

## Llista
| Parròquia                           | Núcli                  | Habitants (2021) | Habitants (2021) |
| ----------------------------------- | ---------------------- | ---------------- | ---------------- |
| Canillo · (11 poblacions)           | L'Aldosa de Canillo    | 222              |                  |
| Canillo · (11 poblacions)           | Canillo                | 2.280            |                  |
| Canillo · (11 poblacions)           | El Forn                | 72               |                  |
| Canillo · (11 poblacions)           | Incles                 | 372              |                  |
| Canillo · (11 poblacions)           | Meritxell              | 63               |                  |
| Canillo · (11 poblacions)           | Els Plans              | 15               |                  |
| Canillo · (11 poblacions)           | Prats                  | 70               |                  |
| Canillo · (11 poblacions)           | Ransol                 | 249              |                  |
| Canillo · (11 poblacions)           | Soldeu                 | 587              |                  |
| Canillo · (11 poblacions)           | El Tarter              | 835              |                  |
| Canillo · (11 poblacions)           | El Vilar               | 8                |                  |
| Encamp · (5 poblacions)             | Les Bons               | 1.095            |                  |
| Encamp · (5 poblacions)             | Encamp-vila            | 7.678            |                  |
| Encamp · (5 poblacions)             | El Pas de la Casa      | 1.889            |                  |
| Encamp · (5 poblacions)             | El Tremat              | n/a              |                  |
| Encamp · (5 poblacions)             | Vila                   | 1.128            |                  |
| Ordino · (8 poblacions)             | Ansalonga              | 55               |                  |
| Ordino · (8 poblacions)             | Arans                  | 220              |                  |
| Ordino · (8 poblacions)             | La Cortinada           | 906              |                  |
| Ordino · (8 poblacions)             | Llorts                 | 217              |                  |
| Ordino · (8 poblacions)             | Ordino-vila            | 3.095            |                  |
| Ordino · (8 poblacions)             | Segudet                | 48               |                  |
| Ordino · (8 poblacions)             | El Serrat              | 214              |                  |
| Ordino · (8 poblacions)             | Sornàs                 | 314              |                  |
| La Massana · (10 poblacions)        | L'Aldosa de la Massana | 776              |                  |
| La Massana · (10 poblacions)        | Anyós                  | 945              |                  |
| La Massana · (10 poblacions)        | Arinsal                | 1.838            |                  |
| La Massana · (10 poblacions)        | Erts                   | 520              |                  |
| La Massana · (10 poblacions)        | Escàs                  | 17               |                  |
| La Massana · (10 poblacions)        | La Massana-vila        | 5.606            |                  |
| La Massana · (10 poblacions)        | Pal                    | 249              |                  |
| La Massana · (10 poblacions)        | Puiol del Piu          | n/a              |                  |
| La Massana · (10 poblacions)        | Sispony                | 799              |                  |
| La Massana · (10 poblacions)        | Xixerella              | n/a              |                  |
| Andorra la Vella · (3 poblacions)   | Andorra la Vella       | 19.659           |                  |
| Andorra la Vella · (3 poblacions)   | La Margineda           | n/a              |                  |
| Andorra la Vella · (3 poblacions)   | Santa Coloma           | 3.214            |                  |
| Sant Julià de Lòria (10 poblacions) | Aixirivall             | 1.016            |                  |
| Sant Julià de Lòria (10 poblacions) | Aixovall               | 71               |                  |
| Sant Julià de Lòria (10 poblacions) | Auvinyà                | 212              |                  |
| Sant Julià de Lòria (10 poblacions) | Bixessarri             | 52               |                  |
| Sant Julià de Lòria (10 poblacions) | Certers                | 81               |                  |
| Sant Julià de Lòria (10 poblacions) | Fontaneda              | 111              |                  |
| Sant Julià de Lòria (10 poblacions) | Juberri                | 161              |                  |
| Sant Julià de Lòria (10 poblacions) | Llumeneres             | 4                |                  |
| Sant Julià de Lòria (10 poblacions) | Nagol                  | 155              |                  |
| Sant Julià de Lòria (10 poblacions) | Sant Julià-vila        | 7.693            |                  |
| Escaldes-Engordany (6 poblacions)   | Engolasters            | n/a              |                  |
| Escaldes-Engordany (6 poblacions)   | Engordany              | n/a              |                  |
| Escaldes-Engordany (6 poblacions)   | Entremesaigües         | n/a              |                  |
| Escaldes-Engordany (6 poblacions)   | Les Escaldes           | 14.724           |                  |
| Escaldes-Engordany (6 poblacions)   | Ràmio                  | n/a              |                  |
| Escaldes-Engordany (6 poblacions)   | Els Vilars             | n/a              |                  |

## Poblacions més poblades
Les 10 poblacions més populoses:
|                                            | Població            | Habitants (2021) | Parròquia           |
| ------------------------------------------ | ------------------- | ---------------- | ------------------- |
| 1.                                         | Andorra la Vella    | 19.659           | Andorra la Vella    |
| 2.                                         | Escaldes-Engordany  | 14.724           | Escaldes-Engordany  |
| 3.                                         | Sant Julià de Lòria | 7.693            | Sant Julià de Lòria |
| 4.                                         | Encamp              | 7.678            | Encamp              |
| 5.                                         | La Massana          | 5.606            | La Massana          |
| 6.                                         | Santa Coloma        | 3.214            | Andorra la Vella    |
| 7.                                         | Ordino              | 3.095            | Ordino              |
| 8.                                         | Canillo             | 2.280            | Canillo             |
| 9.                                         | El Pas de la Casa   | 1.889            | Encamp              |
| 10.                                        | Arinsal             | 1.838            | La Massana          |
| Font: Departament d'Estadística d'Andorra. |                     |                  |                     |